# Уорринг, Джеймс
Джеймс Уорринг (англ. James Warring, родился 26 ноября 1958 в Майами, Флорида, США) — американский кикбоксер и боксёр-профессионал, выступающий в первой тяжёлой (Cruiserweight) весовой категории. Является экс-чемпионом мира по боксу по версии МБФ (IBF) и чемпионом мира по кикбоксингу.
Наилучшая позиция в мировом рейтинге: ???-й.

## Результаты боёв
| Бой | Дата | Соперник | Судьи | Место боя | Раундов | Результат | Дополнительно |
| --- | ---- | -------- | ----- | --------- | ------- | --------- | ------------- |
|     |      |          |       |           |         |           |               |
| Бой | Дата | Соперник | Судьи | Место боя | Раундов | Результат | Дополнительно |